# P. D. Q. Bach
| Napomena: ovo je članak o izmišljenom liku. |

P. D. Q. Bach (Leipzig, 1. travnja 1742. - Baden-Baden-Baden, 5. svibnja 1807.) bio je njemački skladatelj, najmlađi sin Johanna Sebastiana Bacha. To je izmišljeni lik koji je stvorio američki satirični skladatelj Peter Schickele. Ime P. D. Q. Bach je parodija na uobičajeno skraćeno pisanje tročlanih imena sinova J. S. Bacha, a djela koja je skladao parodirana su djela klasične glazbe.

## Nastanak
Peter Schickele je studirao glazbu na koledžu Swarthmoreu i konzervatoriju Juilliardu, gdje je kasnije i predavao od 1961. do 1965. godine, da bi se zatim posvetio skladanju klasične glazbe i glazbe za folk-izvođače. Međutim, popularnost mu je donijela glazba koju je pisao pod pseudonimom P. D. Q. Bach. Ideju za kreiranje lika dobio je još za vrijeme studija, te je prema njoj složio odgovarajući životopis.
"Profesor Peter Schickele je 1954. godine lutao po bavarskom dvorcu u potrazi za rijetkim glazbenim draguljima. Tom prilikom našao je rukopis koji je služio kao cjedilo u lončiću za kavu. Ispostavilo se da je to “Sanka” Cantata P. D. Q. Bacha..." 
   ["Sanka" je marka američke dekofenizirane instant-kave]

## Životopis
Prema životopisu koji je Schikele objavio u knjizi "The Definitive Biography of P.D.Q. Bach" (Konačni životopis P.D.Q. Bacha), kao i prema uvodima koje je davao pred koncertima, može se rekonstruirati sljedeći Bachov životopis:
P. D. Q. Bach je rođen 1. travnja 1742. godine kao sin Johanna Sebastiana Bacha i njegove druge žene Anne Magdalene Bach. Tek kad je imao pet godina, otac mu je, na navaljivanje svog najstarijeg sina Wilhelma Friedemanna Bacha, kao ime dao inicijale "P. D. Q.". Johann nije mario za svog najmlađeg sina, nije ga glazbeno podučavao, a na samrti ostavo mu je samo kazoo.
Godine 1755. P. D. Q. Bach je bio pripravnik kod Ludwiga Zahnstochera, izumitelja glazbene pile. Sljedeće godine je u Salzburgu upoznao Leopolda Mozarta i preporučio mu da novorođenog sina Wolfganga poduči i da puno vježba kako bi postao najveći igrač biljara svih vremena. Kasnije je otišao u Sankt Peterburg posjetiti svog dalekog rođaka Leonharda Sigismunda Dietricha (L. S. D.) Bacha, s čijom je kćeri Betty Sue dobio nezakonito dijete.
Glazbu je izbjegavao koliko god je moguće, i tek je s 35 godina počeo skladati, uglavnom plagirajući glazbu drugih skladatelja.
| "izvorni" njemački epitaf | slobodan prepjev                                                                                                   |
| --- | --- |
| Hier liegt ein Mann ganz ohnegleich; Im Leibe dick, an Sünden reich. Wir haben ihn ins Grab gesteckt, Weil es uns dünkt, er sei verreckt. | Jedinstven čovjek ovdje leži; Debelog tijela, od grijeha ne bježi. U grob smo ga stavili, Da je mrtav smo mislili. |

P. D. Q. Bach je umro 5. svibnja 1807. godine u navodnom Baden-Baden-Badenu. Životni stil mu je bio "vino, žene i pjesma".
Obitelj Bach se užasavala i stoga je odbila priznati postojanje člana koji je "prišt na licu glazbe", "najgori glazbenik koji je ikad gazio papučice orgulja", "najopasniji glazbenik poslije Nerona". Čak su i plasirali glasine da P. D. Q. uopće nije Johannov sin, te su mu stoga na spomeniku uklesali "1807-1742" (J. S. Bach je umro 1750. godine, te nije mogao biti otac), a kasnije ga i premjestili u neoznačen grob.

## Glazba
Djela P. D. Q. Bacha su komični aranžmani poznatih skladbi. Pritom koristi neuobičajena glazbala, kao i stvari koje nisu glazbala (npr. dječji balon, bicikl ili  manicotti, tj. makaroni većeg promjera). Naslovi djela obično su kalambur izvornih naslova. Humor u djelima je raznolik. Općenito, Bach u djelima koristi efekte koje slušatelji ne očekuju. Česti su neuobičajeni tempo, izrazite disonance, miješanje stilova, zamjena dijela klasične glazbe popularnom skladbom, te mnogi drugi. Osim pjevanja, kod vokalnih djela česti su efekti kašljucanje, uzdah, jecaj, vrisak ili smijanje.

### Izbor iz djela
Skladateljski opus P. D. Q. Bacha može se podijeliti na tri faze: Početno zaranjanje, Natopljeno razdoblje i Kajanje. Brojevi uz identifikator "S." (prema Schickele numbers, što je također parodija na Schmieder numbers, autora kataloga djela J. S. Bacha) proizvoljno su dani (sa šaljivom namjenom), kod nekih djela su izostavljeni, a više njih je ponovljeno, "što pokazuje značaj ponavljanja u glazbi".
- Početno uranjanje (The Initial Plunge)
  - Traumarei for solo piano, S. 13 [Traumiranje za solo klavir, kalambur na Träumerei (Sanjarenje) Roberta Schumanna]
  - Echo Sonata for two unfriendly groups of instruments, S. 9999999 [Odjekujuća sonata za dvije neprijateljske grupe glazbala (limeni puhači podrivaju drvene puhače...)]
  - Gross Concerto for Divers' Flutes, two Trumpets, and Strings), S.-2 [kalambur na Concerto grosso: Bruto koncert za razne flaute, dvije trube i gudače]

- Natopljeno razdoblje (The Soused Period)
  - Pervertimento for Bagpipes, Bicycle and Balloons, S. 66 [kalambur na divertimento, za gajde, bicikl i balone]
  - Serenude, for devious instruments, S. 36–24-36 [kalambur Serenade - Serenude: Serenaga, za glazbala loših namjera; S. 36–24-36: oblik prikazivanja ženskih mjera u inčima, 91-61-91]
  - Suite from The Civilian Barber, S. 4F [prema operi Seviljski brijač na engleskom: The Barber of Seville: Suita iz "Civilnog brijača"]
  - Schleptet in E♭ Major, S. 0 [Šleptet (septet) u Es-duru za flautu, obou, fagot, rog, violinu, violu i čelo]
  - Grand Serenade for an Awful Lot of Winds and Percussion, S. 1000 [Velika serenada za užasno mnogo puhača i udaraljki]

- Kajanje (Contrition)
  - Oratorio: The Seasonings, S. 1½ tsp. [prema Haydnovom The Seasons (Godišnja doba), Oratorij: Začini, S. 1½ kavena žličica]
  - Sonata for Viola for Four Hands, S. 440 [sonata za violu za četiri ruke]
  - Notebook for Betty Sue Bach, S. 13 on the best way to 14 [prema Notebook for Anna Magdalena Bach J. S. Bacha, Kajdanka za Betty Sue Bach, S. 13 uskoro puni 14]
  - Fanfare for the Common Cold, S. 98.7 [prema Fanfare for the Common Man Aarona Coplanda, Fanfare za običnu prehladu, S. 37°]

### Diskografija
Iako je bio svjestan da je oslobodio monstruma, neumorni profesor Schickele je od 1965. svake godine otkrivao nova djela P. D. Q. Bacha i predstavljao ih javnosti na mnogobrojnim koncertima širom Amerike i putem 17 snimljenih glazbenih albuma.